# Браун, Ласеллес
Ласеллес О’Нил Браун (англ. Lascelles Brown, 12 октября 1974, Мей-Пен, Ямайка) — канадский бобслеист ямайского происхождения, разгоняющий, с 1999 года выступал за сборную Ямайки и с 2004 года — за сборную Канады, с которой добился наибольшего успеха. Чемпион мира, призёр Олимпийских игр. В ходе карьеры получил прозвища «Чёрный носорог» и «Король».

## Биография
Ласеллес Браун родился 12 октября 1974 года в городке Мей-Пен на Ямайке. В национальную команду по бобслею попал в 1999 году, через два года поехал с ней на Олимпийские игры в Солт-Лейк-Сити. Вместе с пилотом Уинстоном Уоттом им удалось установить рекорд трассы на разгоне — 4,78 секунды, однако по итогам всех заездов экипаж оказался лишь на 28-м месте.
Не сумев реализовать себя на Ямайке, Браун принял решение переехать на постоянное место жительства в Канаду, позже обосновался в Калгари и продолжил тренировки в Канадском олимпийском парке. 28 июля 2005 года при содействии премьер-министра принял канадское гражданство, чтобы уже в составе сборной Канады принять участие в Олимпийских играх в Турине. Перед Олимпиадой взял золото и бронзу на чемпионате мира в Калгари, чем укрепил свои позиции в составе главной сборной страны. В паре с титулованным пилотом Пьером Людерсом завоевал олимпийскую серебряную медаль в зачёте двоек. В 2007 году на чемпионате мира в швейцарском Санкт-Морице их экипаж из четырёх человек удостоился серебряной награды. Впоследствии между двумя спортсменами разразился серьёзный конфликт, из-за которого их пути разошлись. В интервью ямайский разгоняющий сказал, что сядет в один боб с Людерсом лишь в том случае, если только «Иисус попросит его об этом».
Дальнейшие выступления Брауна связаны с пилотом Линдоном Рашем, как в двойках, так и в четвёрках. В 2010 году на Олимпийских играх в Ванкувере они в программе двухместных бобов заняли лишь 15-е место, перевернувшись уже в ходе второго заезда. При этом после второго неудачного заезда Брауна заменил Дэвид Биссетт. В четвёрках экипаж Раша проехал гораздо удачнее, поднявшись в итоге до третьей позиции. Главный тренер сборной Канады Герд Гримме тогда назвал Брауна одним из трёх лучших тормозящих мира наравне со швейцарцем Беатом Хефти и немцем Кевином Куске.
Не выдержав сильную конкуренцию, спортсмен принял решение покинуть сборную и, начиная с сезона 2010/11, стал выступать за Монако. Их команда во главе с малоизвестным пилотом Патрисом Сервелем показала неплохие результаты, однако Браун не исключил возможность возвращения в стан канадцев: «Я хочу привести Монако к большим победам, но перед Сочи, если буду нужен, Канада может снова на меня рассчитывать».
На Олимпийских играх 2014 года в Сочи 39-летний Браун выступал за сборную Канаду в экипаже с пилотом Линдоном Рашем, но и в двойках, и в четвёрках канадцы сумели занять только девятое место (позднее из-за дисквалификации двух российских экипажей канадский экипаж поднялся на седьмое место в обоих видах). При этом если в четвёрках экипаж с Брауном в составе стал лучшим среди трёх канадских экипажей, то в двойках Раш с Брауном стали худшими среди трёх канадских экипажей.
На своей пятой в карьере Олимпиаде в 2018 году 43-летний Браун выступал за Канаду в четвёрках в экипаже бывшего австралийца Кристофера Спринга. В первом заезде канадцы показали 9-й результат, но затем дела пошли значительно хуже, и в итоге они заняли только 16-е место. В двойках у Спринга и Брауна получилось лучше, они заняли 10-е место.
Ещё во время жизни в Калгари Ласеллес женился на канадке по имени Кара, у супругов трое дочерей.

### Выступления на Олимпийских играх
| Олимпийские игры    | Возраст | Команда | Пилот            | Двойки | Четвёрки |
| ------------------- | ------- | ------- | ---------------- | ------ | -------- |
| 2002 Солт-Лейк-Сити | 27      | Ямайка  | Уинстон Уотт     | 28     | —        |
| 2006 Турин          | 31      | Канада  | Пьер Людерс      | 2      | 4        |
| 2010 Ванкувер       | 35      | Канада  | Линдон Раш       | 15     | 3        |
| 2014 Сочи           | 39      | Канада  | Линдон Раш       | 7      | 7        |
| 2018 Пхёнчхан       | 43      | Канада  | Кристофер Спринг | 10     | 16       |